# بازسازی پهنه رودخانه‌ای

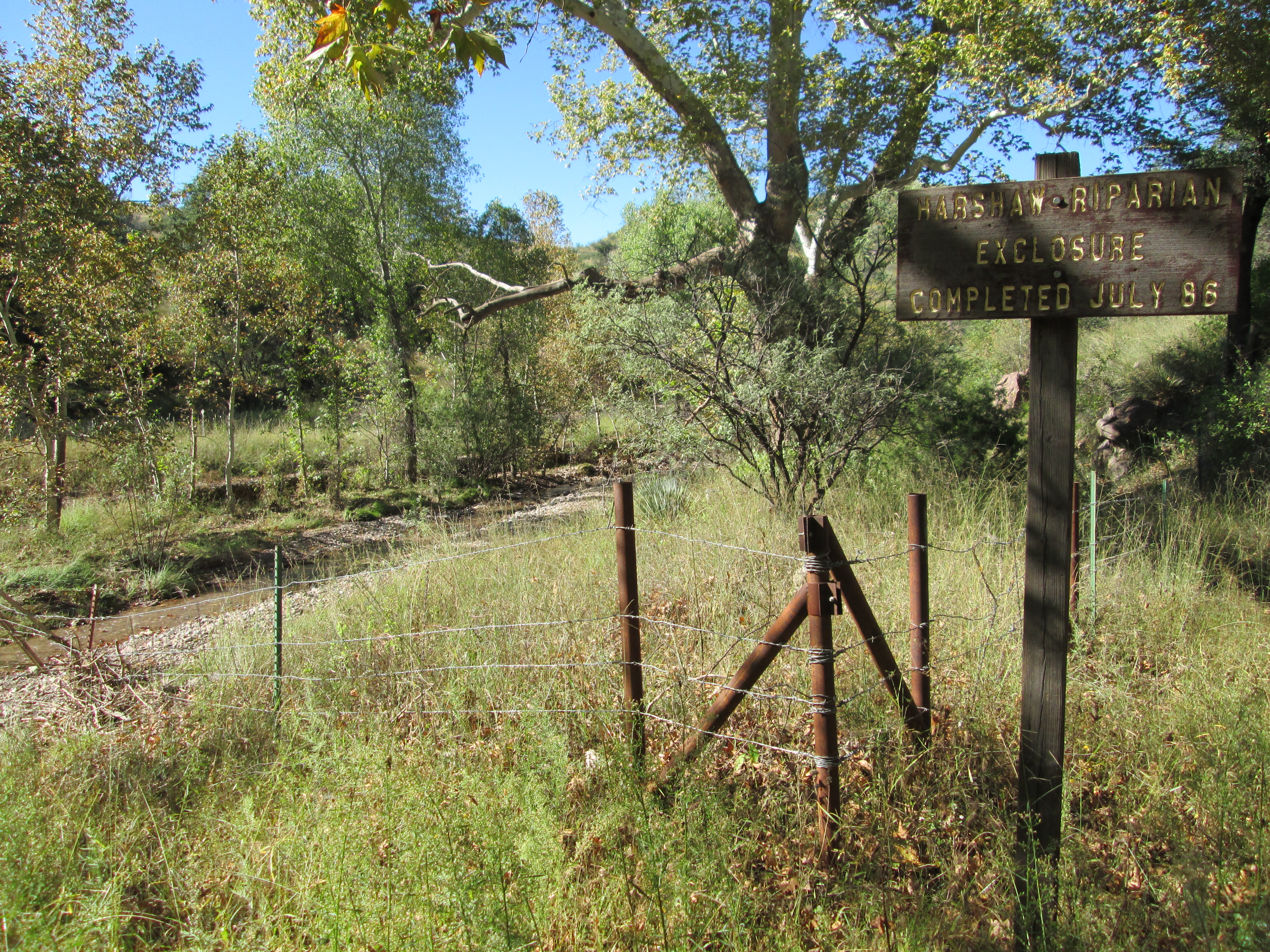
محوطه ساحلی هارشاو در جنوب آریزونا در سال ۱۹۸۶ برای کمک به حفاظت و بازسازی منطقه ساحلی در امتداد نهر هارشاو تأسیس شد. به درختان جوان در سمت چپ توجه کنید.

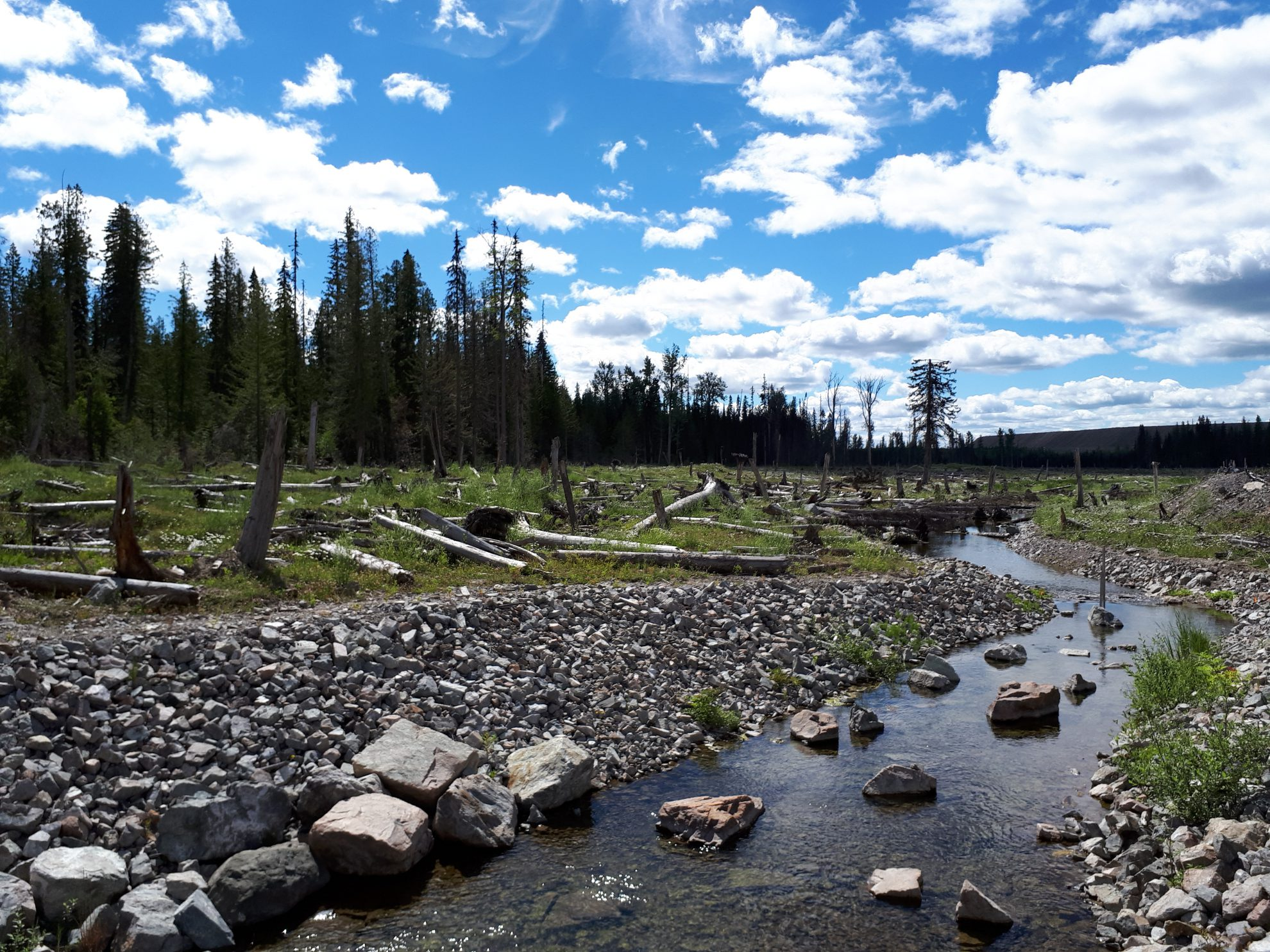
بازسازی معدن ماونت پولی در سواحل رودخانه و نواحی پیرامون هیزلتین کریک در بریتیش کلمبیا، کانادا

بازسازی پهنه رودخانه‌ای (به انگلیسی: Riparian-zone restoration) عبارت است از بازسازی بوم‌شناختی زیستگاه‌های رودخانه‌ها، نهرها، چشمه‌ها، دریاچه‌ها، دشت‌های سیلابی و سایر بوم‌شناسی هیدرولوژیکی در پهنه رودخانه‌ای است. پهنه رودخانه‌ای رابط بین خشکی و رودخانه یا نهر است. پهنه رودخانه‌ای همچنین نام‌گذاری مناسب برای یکی از پانزده زیست‌بوم خشکی در کره زمین است. زیستگاه جوامع گیاهی و جانوری در امتداد حاشیه‌ها و کرانه رودخانه‌ها پوشش گیاهی رودخانه‌ای نامیده می‌شود که با گیاهان و جانوران آبزی مورد علاقه آنها مشخص می‌شود. مناطق ساحلی به دلیل نقش آنها در حفاظت از خاک، تنوع زیستی زیستگاه، و تأثیری که بر جانوران و اکوسیستم‌های آبی، از جمله علفزار، جنگل، تالاب یا ویژگی‌های زیرسطحی مانند سطح استابی آب دارند، از نظر بوم‌شناسی، مدیریت زیست‌محیطی و مهندسی عمران مهم هستند. در برخی مناطق از اصطلاحات مانند جنگل رودخانه‌ای، پهنه میانگیر رودخانه‌ای، یا نوار رودخانه‌ای برای توصیف یک منطقه رودخانه‌ای استفاده می‌شود.
در بسیاری از نقاط جهان محیط طبیعی مناطق ساحلی توسط فعالیت‌های بشری تغییر یافته یا تخریب شده‌اند. به همین دلیل مناطق ساحلی نیاز به بازسازی دارند

## علل تخریب ناحیه ساحلی
اختلالات منطقه ساحلی به دو دسته اصلی تقسیم می‌شود: دسته اول تغییرات هیدرولوژیکی است که به‌طور غیرمستقیم بر جوامع ساحلی از طریق تغییرات مورفولوژی و فرآیندهای هیدرولوژیکی رودخانه تأثیر می‌گذارد. دسته دوم شامل تغییرات زیستگاهی است که منجر به تغییر مستقیم جوامع گونه‌های ساحلی از طریق پاکسازی یا آشفتگی زمین می‌شود.

### اصلاحات هیدرولوژیکی

#### سدها و انحرافات
سدها بر روی رودخانه‌ها عمدتاً برای ذخیره آب به منظور تولید برق آبی یا کنترل سیلاب‌ها ساخته می‌شوند. اکوسیستم‌های ساحلی طبیعی در بالادست سدها می‌توانند در اثر ایجاد مخازن جدید و غرق شدن زیستگاه ساحلی، از بین بروند. سدها همچنین می‌توانند با تغییرات قابل توجه در زمان وقوع سیل و کاهش میزان رسوبات و مواد مغذی تحویلی از بالادست، تغییرات اساسی در جوامع ساحلی پایین دست ایجاد کنند.